# テレビ東京平日朝アニメ枠
- テレビ東京 > テレビ東京番組一覧 > テレビ東京系アニメ > テレビ東京平日朝アニメ枠
- アニメ > テレビアニメ > 朝アニメ > テレビ東京平日朝アニメ枠
- 全日帯のテレビアニメ放送枠の一覧 > テレビ東京平日朝アニメ枠

本項ではテレビ東京において平日（月曜 - 金曜）に放送される朝・昼アニメ作品一覧に関して解説する。便宜上、アニメを内包しているかにかかわらず、子供向け番組なども記載する。

## 概要
テレビ東京では東京12チャンネル時代から長年にわたって平日朝枠にてアニメ番組を放送していたが、2015年4月改編でニュース・情報番組『チャージ730!』を開始させたため、独立枠での放送が廃止された（これまで放送されていた番組の一部は別の時間帯に移動した）が、2017年夏にアニメ『けものフレンズ』の一挙放送を帯枠で放送し、秋から『きんだーてれび』を日曜朝から移動・縮小（実質拡大）して復活した。しかし、2022年4月改編で『秒でNEWS180』開始に伴い、同年4月1日をもって終了したため、アニメはおはスタ内やシナぷしゅ内で放送されるもののみである。
地方局では8時以降も子供向け番組を放送している局もある。日本の祝日や振替休日には『ニュースモーニングサテライト』が放送されないため、朝の6時30分頃にアニメを放送する系列局もある。

## 放送中
- 平日（月曜日 - 金曜日）7:30 - 8:00（帯番組）
  - シナぷしゅ（2023年4月3日 - ）[3][4]

## 月曜日 - 金曜日

### 6時台
6時30分 - 7時00分
- おはよう子ども劇場（1979年4月 - 1981年3月）
  - 快傑ズバット
  - ぐるぐるメダマン
  - 快傑ライオン丸
  - まんがスヌーピー
  - スピードローラー猛レース
  - ふた子のモンチッチ ※6:54 - 7:00（1980年2月4日 - 8月1日）
  - ぼくが王様（1980年4月8日開始）
  - クマゴローの宇宙猛レース
  - メリー・メロディーズ
  - 恐竜大戦争アイゼンボーグ（1980年12月31日終了）
  - 恐竜戦隊コセイドン

6時40分 - 6時45分
- ゴジラTV（1999年10月 - 2000年3月31日）
- ハムスター倶楽部（2000年10月2日 - 2001年3月）
- THE DOG（2001年4月 - 9月28日）
- くるくるアミー（2001年10月1日 - 2002年3月）
- 犬っこ倶楽部（2002年4月 - 9月）
- くらもとみつるとぽんごん（2002年10月 - 2003年3月）
- かっぱまき（2003年3月 - 9月）
- ウルトラマンボーイのウルころ（2003年9月29日 - 2004年10月1日）
- みどりのくにのこえだちゃん（2004年10月4日 - 2005年9月30日）
- プチ!プチ!セサミストリート（2005年10月3日 - 2006年3月31日）
- アニ☆研（2006年4月 - 10月）
- おはYO!E-TRAP（2006年10月30日 - 2007年3月30日）
- アニ姫（2007年4月2日 - 9月28日）
- アニメ探検隊（2007年10月1日 - 2008年3月28日）
- チーズスイートホーム（2008年3月31日 - 9月26日）
- チーズスイートホーム あたらしいおうち（2009年3月30日 - 9月25日）
- 宮西達也劇場 おまえうまそうだな（2010年10月4日 - 10月29日）
- Hello! 毎日かあさん（2011年4月4日 - 2013年3月29日）
- ピラメキーノ640（2013年4月1日 - 2015年9月30日）

6時45分枠
- おはスタ645（1998年4月1日 - 2016年4月1日）

### 7時台
アニメ再放送枠
- 月曜 - 金曜 7:00 - 7:25（1979年4月 - 1981年3月）
  - マッハGoGoGo
  - 冒険コロボックル
  - 黄金バット（1980年2月21日終了）
  - ドン・チャック物語（1980年2月22日開始）
  - おんぶおばけ
  - 海底少年マリン
  - 鉄腕アント001 (鉄腕アント、秘密探偵001)
- アニメランド
  - 月曜 - 金曜 7:30 - 8:15（1986年6月30日 - 1987年9月）
  - 月曜 - 金曜 7:20 - 8:15（1987年10月 - 1988年9月）
  - 月曜 - 木曜 7:20 - 8:15 / 金曜 7:30 - 8:00（1988年10月 - 1989年3月）
  - 月曜 - 金曜 7:15 - 8:10（1989年4月 - 9月）
  - 月曜 - 木曜 7:15 - 8:15 / 金曜 7:35 - 8:05（1989年10月 - 1990年3月30日）
- 月曜 - 金曜 7:35 - 8:05（1992年4月 - 1993年3月）
  - 天空戦記シュラト
  - レスラー軍団〈銀河編〉 聖戦士ロビンJr.
  - ジャングル大帝
- 月曜 - 木曜 7:35 - 8:05（1993年4月 - 1994年3月）
  - バッグス・バニーのぶっちぎりステージ
  - キャッ党忍伝てやんでえ
  - 三つ目がとおる
  - タイニー・トゥーン
- 月曜 - 金曜 7:30 - 8:00（2017年8月14日 - 8月29日）
  - けものフレンズ

テレビ北海道・テレビせとうち・TVQ九州放送の3局では、これが初回放送。

おはようスタジオ / おはスタ
- おはようスタジオ
  - 7:30 - 8:30（1979年4月2日 - 1981年3月）
  - 7:05 - 8:05（1981年4月 - 1984年3月）
  - 7:00 - 7:54（1984年4月 - 1985年3月）
  - 7:15 - 8:00（1985年4月 - 1986年3月）
  - 7:25 - 8:15（1986年4月 - 6月27日）
- おはスタ
  - 7:05 - 7:25（1997年10月1日 - 1998年3月31日）
- おはスタ SUPER LIVE
  - 7:05 - 7:25（1998年4月1日 - 9月30日）
  - 7:05 - 7:30（1998年10月1日 - 2011年9月30日）
  - 7:01 - 7:30（2011年10月3日 - 2013年9月27日）
  - 6:59 - 7:30（2013年9月30日 - 2016年4月1日）
- おはスタ
  - 7:05 - 7:30（2016年4月4日 - ）

ミニ番組
- 7:15 - 7:20
  - ウルトラマンM715（1990年4月2日 - 1991年3月29日）
  - ウルトラマンM715 ウルトラヒーロー必殺技大研究（1991年4月1日 - 1992年3月31日）
- 7:30 - 7:35
  - ウルトラマンM730 ウルトラ怪獣攻げき技大図鑑（1992年4月1日 - 1993年3月31日）
  - ウルトラマンM730 ウルトラ怪獣バトルゲーム（1993年4月2日 - 1994年3月31日）
  - ウルトラマンM730 シュワッチ! イングリッシュ（1994年4月3日 - 1995年3月31日）
  - ウルトラマンM730 ウルトラ怪獣データバンク（1995年4月1日 - 1996年3月29日）
  - ウルトラマンM730 ウルトラマンランド（1996年4月1日 - 9月30日）
  - きんだーてれび（2017年10月9日 - 2022年4月1日）[5]
- 7:25 - 7:30
  - ゴジラ王国（1996年10月1日 - 1997年9月30日）
  - ゴジラアイランド（1997年10月1日 - 1998年9月30日）

### 8時台
アニメ再放送枠
- 月曜 - 金曜 8:30 - 9:00（1978年10月 - 1979年9月）
  - ハクション大魔王
  - ジャンボゴリラの大冒険
- 月曜 - 木曜 8:30 - 9:00（1979年10月 - 1981年3月）
  - 風雲ライオン丸
  - みつばちマーヤの冒険
  - 若草のシャルロット（1980年8月26日終了）
  - シートン動物記 くまの子ジャッキー（1980年8月27日開始）
  - ウッドペッカー
  - 宇宙大帝ゴッドシグマ
  - ずっこけナイトドンデラマンチャ
- マンガのへや
  - 8:10 - 8:55（1981年4月 - 1982年3月）
- マンガのひろば
  - 8:15 - 9:54（1982年4月 - 1983年9月）
  - 8:05 - 8:50（1983年10月 - 1984年3月）
  - 8:00 - 8:45（1984年4月 - 1986年3月）
  - 8:15 - 8:45（1986年4月 - 1987年3月）
  - 8:15 - 8:30（1987年4月 - 1989年3月）
  - 8:10 - 8:25（1989年4月 - 9月）
  - 8:15 - 8:30（1989年10月 - 1990年3月30日）
- 火曜 - 金曜 7:50 - 8:20（1990年4月2日 - 1991年3月）
  - おらぁグズラだど
  - ミスター味っ子
  - ハイスクール!奇面組
- 月曜 - 金曜 8:00 - 8:30 （1991年4月 - 9月）
  - ミスター味っ子
- 月曜 - 金曜 7:50 - 8:20（1991年10月 - 1992年3月）
  - キャプテン翼
- 月曜 - 木曜 8:05 - 8:15（1993年4月 - 9月）
  - ピングー

8時00分 - 8時25分
- ピラメキーノ ※再放送（2012年4月2日 - 11月2日）

### 9時台
9時30分 - 9時50分（火曜 - 金曜）
- スパイダーマン 旧アニメシリーズ ※旧吹替（1974年7月23日 - 8月30日）
学校夏休み期間に第1話から第24話をスパイダーマンのタイトルで再放送。

9時00分 - 9時54分
- マンガのひろば（1982年4月 - 1983年9月）
アニメ再放送枠。第3部・第4部として30分枠作品を2本放送。
テレビ東京の平日9時台に放送された唯一のアニメ放送枠（学校休日を除く）。

## 月曜日

### 7時台
7時20分 - 7時50分
- アニメ再放送枠（1990年4月 - 9月）
  - 魔法のアイドルパステルユーミ ※月曜 - 水曜
- タミヤRCカーグランプリ（1990年10月 - 1992年3月）

7時00分 - 7時30分
- タミヤRCカーグランプリ（1992年4月 - 1993年3月）

7時10分 - 7時25分
- Theゲームパワー（1993年10月4日 - 1994年3月28日）

7時35分 - 8時05分
- アニメ再放送枠
  - ※月曜 - 金曜（1992年4月 - 1993年3月）
  - ※月曜 - 木曜（1993年4月 - 1994年3月）
  - タイニー・トゥーン（1994年4月開始）
  - 楽しいウイロータウン（1994年7月終了）
- ぐリンちょリンぱリン（1994年8月1日 - 12月25日）
- しましまとらのしまじろう（1995年1月9日 - 1996年9月30日）

7時30分 - 8時00分
- しましまとらのしまじろう（1996年10月7日 - 2008年3月31日）
- はっけん たいけん だいすき! しまじろう（2008年4月7日 - 2010年3月29日）
- しまじろう ヘソカ（2010年4月5日 - 2012年3月26日）
- しまじろうのわお!（2012年4月2日 - 2015年3月30日）

### 8時台
7時50分 - 8時45分
- あぶない少年II ※再放送（1990年4月 - 9月）

8時00分 - 8時30分
- アニメ再放送枠（1996年10月 - 1999年3月）
  - 疾風!アイアンリーガー
  - スレイヤーズ
  - 家族ロビンソン漂流記 ふしぎな島のフローネ
  - 赤ちゃんと僕 ※月曜 - 水曜
  - スレイヤーズNEXT ※月曜 - 水曜
  - ケロケロちゃいむ ※月曜 - 水曜
- テレタビーズ（1999年4月 - 2000年9月）

8時30分 - 9時00分
- げらげらブース物語 ※再放送（1996年10月 - 1997年3月）

## 火曜日
1995年4月から2011年3月までは、ネットワークセールス。 2011年4月から2013年3月までは、関東ローカル。2013年4月よりローカルセールス。

### 7時台
7時20分 - 7時50分
- アニメ再放送枠（1990年4月 - 9月）
  - 魔法のアイドルパステルユーミ ※月曜 - 水曜
- Theゲームパワー（1991年4月2日 - 1992年3月31日）

7時00分 - 7時30分
- Theゲームパワー（1992年4月7日 - 1993年3月30日）

7時10分 - 7時25分
- Theゲームパワー（1993年10月5日 - 1994年3月29日）

7時35分 - 8時05分
- アニメ再放送枠
  - ※月曜 - 金曜（1992年4月 - 1993年3月）
  - ※月曜 - 木曜（1993年4月 - 1994年3月）
  - タイニー・トゥーン（1994年4月開始）
  - 楽しいウイロータウン（1994年7月終了）
- ぐリンちょリンぱリン（1994年8月2日 - 12月26日）
- 楽しいウイロータウン ※再放送（1995年1月 - 3月28日）
- ハローキティとバッドばつ丸（1995年4月4日 - 1996年9月24日）

7時30分 - 8時00分
- ハローキティとバッドばつ丸（1996年10月1日 - 1998年12月29日）
- キティズパラダイス（1999年1月5日 - 9月28日）
- キティズパラダイスII（1999年10月5日 - 2000年3月28日）
- キティズパラダイスGOLD（2000年4月4日 - 2002年9月24日）
- キティズパラダイスFresh（2002年10月1日 - 2005年9月27日）
- キティズパラダイスPLUS（2005年10月4日 - 2008年9月30日）
- キティズパラダイスpeace（2008年10月7日 - 2011年3月29日）
- プリティーリズム・オーロラドリーム ※リピート放送（2011年4月5日 - 6月28日）※関東ローカル
- ダンボール戦機プレイバック（2011年7月5日 - 12月27日）※関東ローカル
- カードファイト!! ヴァンガード アジアサーキット編 ※リピート放送（2012年4月10日 - 9月25日）※関東ローカル
- イナダンベストセレクション（2012年10月2日 - 12月25日）※関東ローカル
- 獣旋バトル モンスーノ ※再放送（2013年1月8日 - 3月26日）※関東ローカル
- マイリトルポニー〜トモダチは魔法〜（2013年4月2日 - 2014年9月23日）

7時30分 - 7時45分
- カリメロ 第3作（2014年10月7日 - 2015年3月31日）

7時45分 - 8時00分
- ゴン ※再放送（2014年10月7日 - 2015年3月31日）

### 8時台
8時05分 - 9時25分
- よいこのアニメ劇場（1996年4月 - 9月） 
  - げらげらブース物語
  - カリメロ
  - 疾風!アイアンリーガー

8時00分 - 8時30分
- アニメ再放送枠（1996年10月 - 1999年3月）
  - 赤ずきんチャチャ
  - ナースエンジェルりりかSOS
  - モジャ公 ※火曜 - 水曜
  - 赤ちゃんと僕 ※月曜 - 水曜
  - スレイヤーズNEXT ※月曜 - 水曜
  - ケロケロちゃいむ ※月曜 - 水曜
- テレタビーズ（1999年4月 - 2000年9月）

8時30分 - 9時00分
- アニメ再放送枠（1996年10月 - 1997年9月）
  - カリメロ
  - ハックルベリー・フィン物語

## 水曜日

### 7時台
7時20分 - 7時50分
- アニメ再放送枠（1990年4月 - 9月）
  - 魔法のアイドルパステルユーミ  ※月曜 - 水曜

7時00分 - 7時30分
- - ファンタジーアドベンチャー 長靴をはいた猫の冒険（1992年4月 - 9月）
  - おやゆび姫物語 （1992年9月 - 1993年3月）

7時35分 - 8時05分
- アニメ再放送枠
  - ※月曜 - 金曜（1992年4月 - 1993年3月）
  - ※月曜 - 木曜（1993年4月 - 1994年3月）
- あそぼう!! ハローキティ（1994年4月6日 - 9月28日）
- ハローキティとバッドばつ丸（1994年10月 - 1995年3月）
- アニメ再放送枠（1995年4月 - 1996年6月）
  - 小さなアヒルの大きな愛の物語 あひるのクワック（1995年4月 - 10月11日）
  - 赤ずきんチャチャ（1996年6月まで放送）
- ワーナーアニメランド（1996年7月3日 - 9月25日）
  - トランスグローバル版ルーニーテューンズ（ぶっぎりステージ版の再放送枠）
  - アニマニアックス

7時30分 - 8時00分
- ワーナーアニメランド（1996年10月2日 - 12月25日）
  - アニマニアックス
  - 東北新社版ルーニーテューンズ
- 不明（1997年1月 - 3月）
- のりもの王国ブーブーカンカン（1997年4月2日 - 2000年3月29日）
- のりものスタジオ（2000年4月 - 2003年4月2日）
- のりスタ!（2003年4月5日 - 2006年3月29日）
- のりスタは〜い!（2006年4月5日 - 2008年3月26日）
- のりスタ1・2・3!（2008年4月2日 - 2009年3月25日）
- のりスタ100%（2009年4月1日 - 2010年3月31日）
- のりスタピッピー!（2010年4月7日 - 2011年3月30日）
- のりのり♪のりスタ（2011年4月6日 - 2012年3月28日）
- のりスタMax（2012年4月4日 - 2013年3月27日）
- のりスタNEO（2013年4月3日 - 2014年3月26日）
- のりスタE-ネ!（2014年4月2日 - 2015年3月25日）

### 8時台
8時05分 - 9時00分
- よいこのアニメ劇場（1994年10月 - 1996年9月）
  - どんどんドメルとロン
  - ファンタジーアドベンチャー 長靴をはいた猫の冒険
  - おやゆび姫物語
  - 楽しいムーミン一家

8時00分 - 8時30分
- アニメ再放送枠（1996年10月 - 2000年3月）
  - ピングー ※8:00 - 8:15
  - がんばれタッグス ※8:15 - 8:30
  - ミュータント・タートルズ
  - モジャ公 ※火曜 - 水曜
  - 赤ちゃんと僕 ※月曜 - 水曜
  - スレイヤーズNEXT ※月曜 - 水曜
  - ケロケロちゃいむ ※月曜 - 水曜
  - ポポロクロイス物語
- テレタビーズ（2000年4月 - 9月）

## 木曜日

### 7時台
7時20分 - 7時50分
- アニメ再放送枠（1990年4月 - 1992年3月）
  - タイムボカン ※木曜 - 金曜
  - 名犬ジョリィ ※木曜 - 金曜

7時00分 - 7時30分
- ヤッターマン ※再放送（1992年4月 - 9月）

7時15分 - 7時30分
- 冒険!ゴジランド（1992年10月1日 - 12月24日）

7時10分 - 7時25分
- 冒険!ゴジランド（1993年10月7日 - 12月30日）

7時35分 - 8時05分
- アニメ再放送枠
  - ※月曜 - 金曜（1992年4月 - 1993年3月）
  - ※月曜 - 木曜（1993年4月 - 1994年3月）
- あにめあさいち（1995年10月5日 - 1996年3月28日）
  - あそぼトイちゃん ※第2期（1995年10月5日 - 1996年3月28日）
  - 闘魔鬼神伝ONI（1995年10月5日 - 1996年3月21日）
  - ドッカン!ロボ天どん（1995年10月5日 - 1996年3月28日）
  - ぬ〜ぼ〜（1995年10月5日 - 1996年3月28日）
- あにめあさいち ※再放送（1996年4月4日 - 9月26日）

7時30分 - 8時00分
- ゲーム王国（1996年10月3日 - 1999年9月30日）
- ゲームEX（1999年10月7日 - 2000年9月28日）
- Disney Time（2000年10月5日 - 2010年9月30日）
- たまごっち! ※再放送（2010年10月7日 - 2011年9月29日）※関東ローカル
- イナズマイレブンGO プレイバック（2011年10月6日 - 12月22日）※関東ローカル
- ズーブルズ（2012年4月5日 - 9月27日）※関東ローカル
- 遊☆戯☆王ZEXALII ※リピート放送（2012年10月4日 - 2014年3月27日）※関東ローカル
- 遊☆戯☆王ARC-V ※リピート放送（2014年4月3日 - 2015年3月26日）[7]

### 8時台
8時00分 - 8時15分
- ピングー（1999年10月 - 2000年3月）

8時00分 - 8時30分
- 時空探偵ゲンシクン ※再放送（2000年4月 - 9月）

## 金曜日

### 7時台
7時20分 - 7時50分
- アニメ再放送枠（1990年4月 - 1992年3月）
  - タイムボカン ※木曜 - 金曜
  - 名犬ジョリィ ※木曜 - 金曜

7時00分 - 7時30分
- アニメ再放送枠（1992年4月 - 1993年3月）
  - タオタオ絵本館 世界動物ばなし
  - がんばれタッグス

7時35分 - 8時05分
- アニメ再放送枠
  - ※月曜 - 金曜（1992年4月 - 1993年3月）
  - NG騎士ラムネ&40（1993年4月 - 9月）
  - 緊急発進セイバーキッズ（1993年10月 - 1994年4月1日）
- ピングー ※7:35 - 7:50（1994年4月8日 - 7月1日）
- メタルファイター・MIKU（1994年7月8日 - 9月30日）
- 真拳伝説タイトロード（1994年10月7日 - 12月28日）
- アニメ再放送枠（1995年1月 - 3月）
- ミッキー・キッズ（1995年4月 - 1996年3月）
- ディズニー・トゥーン・タウン（1996年4月 - 9月）

7時30分 - 8時00分
- ディズニー・トゥーン・タウン（1996年10月 - 2000年3月）
- フライデーディズニー（2000年4月 - 2001年3月）
- Disney Time（2001年4月6日 - 2012年9月28日）
- カードファイト!! ヴァンガード アジアサーキット編 ※再放送（2012年10月5日 - 2013年3月29日）
- カードファイト!! ヴァンガード リンクジョーカー編 ※再放送（2013年4月5日 - 2014年3月28日）
- ミュータント・タートルズ（2014年4月4日 - 9月26日）
- 妖怪ウォッチベストセレクションだニャン！（2014年10月3日 - 2015年3月27日）

### 8時台
8時15分 - 8時30分
- ピングー（1995年10月 - 1996年3月）

8時00分 - 8時30分
- 銀河戦国群雄伝ライ ※再放送（1996年4月 - 1997年3月）
- バンブー・ベアーズ（英語版）（1997年4月4日 - 1998年3月27日）
- アイドル伝説えり子 ※再放送（1999年4月 - 2000年3月）